# Episodi di Dream On (quarta stagione)
La quarta stagione della serie televisiva Dream On è stata trasmessa negli Stati Uniti dal 2 giugno 1993 al 30 marzo 1994 su HBO ed è composta da 24 episodi.
| nº | Titolo originale                            | Titolo italiano           | Prima TV USA     | Prima TV Italia |
| -- | ------------------------------------------- | ------------------------- | ---------------- | --------------- |
| 1  | Oral sex, lies and video tapes              | Sesso bugie e videotape   | 2 giugno 1993    |                 |
| 2  | The french conception                       | Ritorno a casa            | 9 giugno 1993    |                 |
| 3  | Depth be not proud                          | Due contro tutti          | 16 giugno 1993   |                 |
| 4  | Pop secret                                  | Il segreto di papà        | 23 giugno 1993   |                 |
| 5  | Reach out and touch yourself                | Linea erotica             | 30 giugno 1993   |                 |
| 6  | Home sweet homeboy                          | Radici                    | 7 luglio 1993    |                 |
| 7  | A midsummer's night dream on                | Sogno di mezza estate     | 14 luglio 1993   |                 |
| 8  | The book, the thief, her boss and his lover | Falso d'autore            | 21 luglio 1993   |                 |
| 9  | Super freak                                 | La sorveglianza           | 28 luglio 1993   |                 |
| 10 | One ball, two strikes                       | Tra due fuochi            | 4 agosto 1993    |                 |
| 11 | Portrait by an artist on the young man      | Il teschio fra le rose    | 11 agosto 1993   |                 |
| 12 | And Bobby makes three                       | Preparazione al parto     | 18 agosto 1993   |                 |
| 13 | Silent night, holy cow                      | Parto di Natale           | 18 dicembre 1993 |                 |
| 14 | Brother of the bribe                        | Il fratello della sposa   | 19 gennaio 1994  |                 |
| 15 | Blinded by the cheese                       | L'amore non è cieco       | 26 gennaio 1994  |                 |
| 16 | Hey, nanny nanny                            | La tata                   | 2 febbraio 1994  |                 |
| 17 | The second coming                           | L'uomo ideale             | 9 febbraio 1994  |                 |
| 18 | Martin Tupper in "Magnum Farce"             | La grande farsa           | 16 febbraio 1994 |                 |
| 19 | Where there's smoke you're fired            | Tutto fumo niente arrosto | 23 febbraio 1994 |                 |
| 20 | Blame it on Reo                             | Una stella di nome Reo    | 2 marzo 1994     |                 |
| 21 | From here to paternity                      | Da qui alla paternità     | 9 marzo 1994     |                 |
| 22 | A face worse than death                     | Una faccia nuova          | 16 marzo 1994    |                 |
| 23 | Felines... Nothing more than felines        | Amore felino              | 23 marzo 1994    |                 |
| 24 | Stone cold                                  | Colpi di scena            | 30 marzo 1994    |                 |